# Diplacodes luminans
Diplacodes luminans е вид насекомо от семейство Плоски водни кончета (Libellulidae).

## Разпространение
Видът е разпространен в Ангола, Бенин, Ботсвана, Гамбия, Гана, Гвинея, Демократична република Конго, Екваториална Гвинея, Етиопия, Замбия, Зимбабве, Кения, Кот д'Ивоар, Либерия, Малави, Мозамбик, Намибия, Нигерия, Сиера Леоне, Сомалия, Танзания, Того, Чад и Южна Африка.